# 第14回全日本実業団対抗駅伝競走大会
第14回全日本実業団対抗駅伝競走大会（だい14かいぜんにほんじつぎょうだんたいこうえきでんきょうそうたいかい）は1969年12月14日に三重県で開催された全日本実業団対抗駅伝競走大会である。

## 概要
今大会は初優勝を目指す東洋工業と前回優勝の旭化成による争いとなった。1区は旭化成・磯端克明が1秒差で東洋工業・榎正登よりも1秒差早くタスキを渡して首位に立つも、2区で逆転、さらに5区で再び逆転というほぼ並ぶ形での闘いが続いた。6区で東洋工業・中川衛が区間新で3度目の首位交代をすると、7区でも粘る旭化成を振り切って初優勝。1位と2位の差はわずか12秒しかなかった
。

## 出場チーム
- 旭化成（7大会連続8回目）
- 九州電工（3大会連続3回目）
- 倉敷レーヨン（5大会連続11回目）
- 久留米井筒屋（初出場）
- 黒崎窯業（4大会連続5回目）
- 神戸製鋼（14大会連続14回目）
- 小森印刷（3大会ぶり3回目）
- 新電元工業（3大会連続3回目）
- 鈴木自動車（8大会連続8回目）
- 全鐘紡（3大会連続9回目）
- 中央発條（14大会連続14回目）
- 帝人（3大会連続7回目）
- 電電中国（7大会連続7回目）
- 電電東京（初出場）
- 東急（10大会連続10回目）
- 東洋工業（9大会連続9回目）
- 東洋ベアリング（2大会連続13回目）
- トヨタ自動車（5大会連続5回目）
- 富士製鉄（9大会ぶり6回目）
- 明治製菓（2大会ぶり10回目）
- 矢崎電線（初出場）
- 八幡製鐵（14大会連続14回目）
- リッカー（10大会連続12回目）

## 成績
- 1位　東洋工業　4時間8分11秒
- 2位　旭化成　4時間8分23秒
- 3位　電電中国　4時間8分55秒
- 4位　リッカー　4時間11分46秒
- 5位　倉敷レーヨン　4時間12分23秒
- 6位　東洋ベアリング　4時間13分43秒
- 7位　全鐘紡　4時間14分25秒
- 8位　明治製菓　4時間15分6秒
- 9位　八幡製鐵　4時間15分17秒
- 10位　黒崎窯業　4時間15分50秒
- 11位　鈴木自動車　4時間18分48秒
- 12位　神戸製鋼　4時間20分8秒
- 13位　トヨタ自動車　4時間20分50秒
- 14位　新電元工業　4時間21分16秒
- 15位　電電東京　4時間21分24秒
- 16位　九州電工　4時間21分41秒
- 17位　中央発條　4時間21分50秒
- 18位　小森印刷　4時間23分15秒
- 19位　久留米井筒屋　4時間23分20秒
- 20位　東急　4時間24分44秒
- 21位　帝人　4時間28分45秒
- 22位　矢崎電線　4時間28分54秒
- 23位　富士製鉄　4時間31分55秒

## 区間賞
※は区間記録更新
- 1区（16.1km）　磯端克明（旭化成）47分3秒※
- 2区（15.4km）　藤田国夫（全鐘紡）、沖田文勝（リッカー）45分37秒※
- 3区（10km）　広島日出国（旭化成）、野口嘉章（電電中国）、佐々木精一郎（九州電工）29分47秒
- 4区（10km）　小林秀昭（旭化成）30分22秒
- 5区（15.4km）　黒木章（旭化成）47分6秒
- 6区（8.05km）　中川衛（東洋工業）23分56秒※
- 7区（8.05km）　中城幸夫（旭化成）23分38秒※